# Dänische Badmintonmeisterschaft 1952
Die Dänische Badmintonmeisterschaft 1952 fand in Kopenhagen statt. Es war die 22. Austragung der nationalen Titelkämpfe im Badminton in Dänemark.

## Titelträger
| Disziplin    | Sieger                                  |
| ------------ | --------------------------------------- |
| Herreneinzel | Poul Holm, Gentofte BK                  |
| Dameneinzel  | Tonny Ahm, Gentofte BK                  |
| Herrendoppel | Poul Holm Ole Jensen, Gentofte BK       |
| Damendoppel  | Jytte Kjems Marie Ussing, Skovshoved IF |
| Mixed        | Poul Holm Tonny Ahm, Gentofte BK        |